# F114B
『F114B』（ワンハンドレッドフォーティーン）は2003年に河村隆一のファンクラブ限定でリリースされたシングル。

## 概要
1. F114B
2. 激痛
3. F114B（for you）

曲名の「F114B」はフェラーリ・288GTOの型式（F114）もしくは搭載されたエンジン、F114 B 000に由来すると思われる。